# Saint-Simon (Quebec)

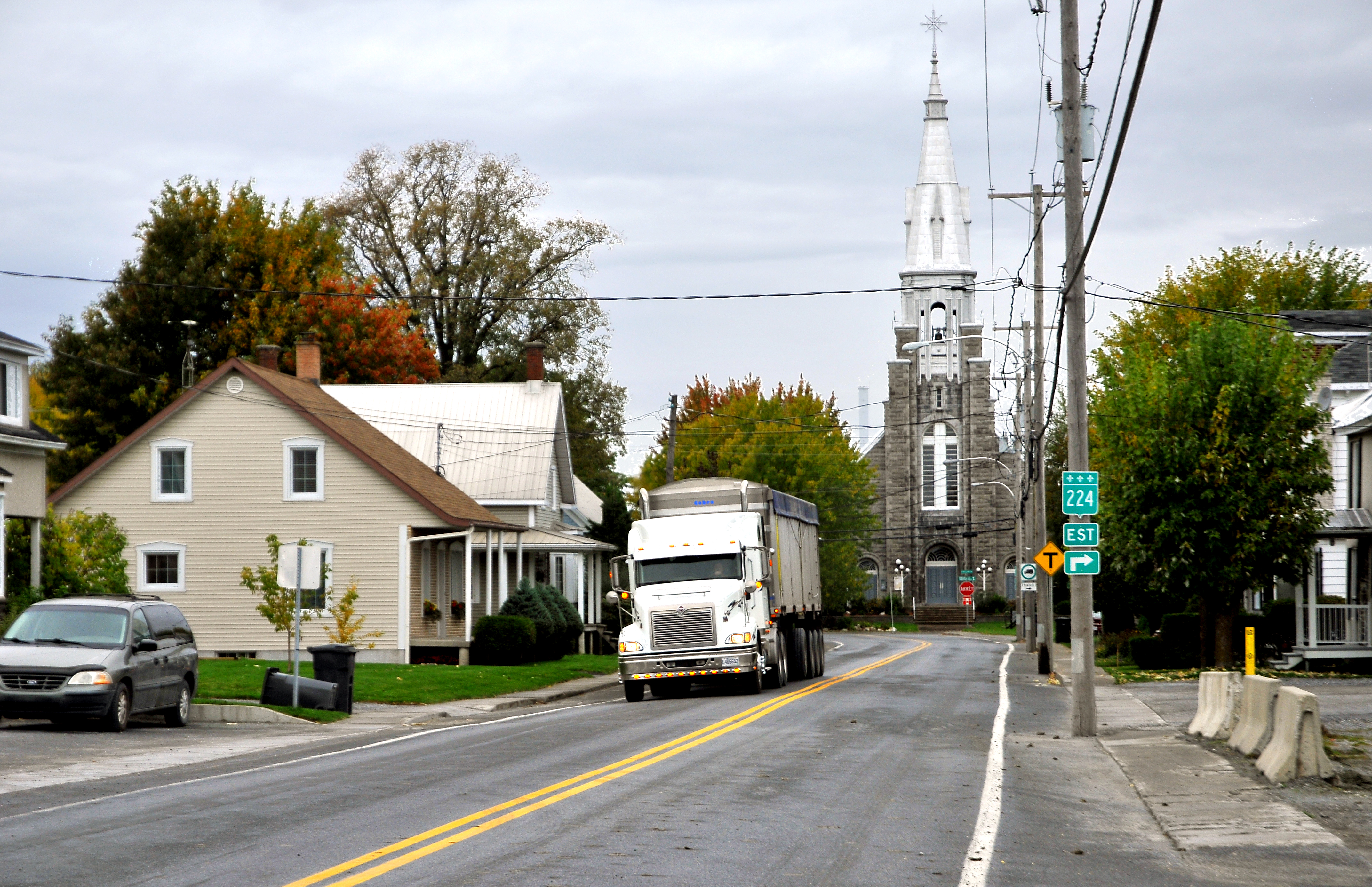
Saint-Simon.

Saint-Simon é uma paróquia no sudoeste de Quebec, Canadá, região do rio Yamaska em Les Maskoutains. 

## Estatísticas
De acordo com o censo canadense de 2001:
- População: 451
- % Crescimento (1996-2001): -10,5
- Habitantes: 320
- Área (km²): 75,09
- Densidade (habitantes por km²): 6,0

## Comunidades
- Clairveaux-de-Bagot
- Saint-Georges-de-Bagot
- Saint-Simon-de-Bagot

|                    | Norte: Saint-Hughes  |                      |
| Oeste: Rio Yamaska | Saint-Simon          | Leste: Saint-Liboire |
|                    | Sul: Saint-Hyacinthe |                      |